# Юзефівка (Люблінське воєводство)
Юзефівка (пол. Józefówka) — село в Польщі, у гміні Рахані Томашівського повіту Люблінського воєводства.
Населення — 390 осіб (2011).
Розташоване на Закерзонні (в історичному Надсянні).
У 1975—1998 роках село належало до Замойського воєводства.

## Демографія
Демографічна структура станом на 31 березня 2011 року:
|          | Загалом | Допрацездатний вік | Працездатний вік | Постпрацездатний вік |
| -------- | ------- | ------------------ | ---------------- | -------------------- |
| Чоловіки | 188     | 47                 | 121              | 20                   |
| Жінки    | 202     | 34                 | 121              | 47                   |
| Разом    | 390     | 81                 | 242              | 67                   |